# Lucas Zanatta
Lucas Pavan Zanatta (Araçatuba, 10 de novembro de 1981) é um político e empresário brasileiro, filiado ao Partido Liberal (PL). É o atual prefeito da cidade de Araçatuba, eleito nas eleições municipais de 2024 com 35,74% dos votos válidos, anteriormente foi vereador de Araçatuba por 2 mandatos, tendo se candidatado a deputado estadual por São Paulo nas eleições de 2022.

## Vida pessoal
Pavan é casado com Priscila Lopes Zanatta e tem um filho. É bacharel em direito pela Toledo de Araçatuba, em marketing pela Anhembi Morumbi e administração pela Florida Christian University, além de ter MBA em gestão pela Fundação Getúlio Vargas.

## Carreira política
Zanatta é alinhado com a vertente direita da política e em suas redes sociais declara-se cristão e patriota. Na campanha, recebeu apoio político de Valdemar Costa Neto e de Jair Messias Bolsonaro.

### Prefeitura de Araçatuba
Ainda em campanha prometeu uma ‘’gestão limpa’’ e um governo “sem rabo preso’’, além na redução das secretarias.
Nomeou secretários com conhecimentos técnicos  em suas pastas, muitos deles servidores efetivos da Prefeitura de Araçatuba. Todavia, foi denunciado ao Ministério Público pelo ex-vereador Marcelo Andorfato pela possível prática de nepotismo em algumas de suas nomeações.
Em janeiro, declarou situação de emergência em saúde pública devido ao aumento de número de casos de dengue no município, além da abertura de 2 unidades de atendimento 24 horas.
Em março anunciou parceria com o Unisalesiano para administrar as Unidades Básicas de Saúde e CAPS no lugar das Organizações Sociais.
Durante a gestão de Lucas Zanatta, o município de Araçatuba conquistou, em abril de 2025, o credenciamento do seu Centro de Inovação Tecnológica. A iniciativa representou um marco para a cidade, após diversas tentativas frustradas em anos anteriores, e consolidou o compromisso da administração com o desenvolvimento científico e tecnológico local. 